# Vitaly Portnikov
Vitaly Portnikov (en ucraniano: Віталій Едуардович Портников, romanizado: Vitalii Eduardovych Portnykov; nacido en 1967) es un editor y periodista ucraniano.

## Biografía
Portnikov nació en 1967 en Kiev, RSS ucraniana, Unión Soviética (actual Ucrania). Se licenció en la Facultad de Periodismo de la MSU en 1990. Durante sus estudios, colaboró con el periódico de Kiev Molod Ukrayiny.
Desde 1989, trabaja como analista del Nezavisimaya Gazeta, especializado en los países postsoviéticos, y colabora con los servicios ruso y ucraniano de Radio Free Europe/Radio Liberty.
Como periodista independiente, ha publicado artículos en los periódicos rusos Russkiy Telegraf, Kommersant, Vedomosti, Vremya MN, Vremya Novostei, Moskovskiye Novosti, Obschaya gazeta, The Day, Korrespondent,en los ucranianos, Profil, Delovaya Nedelya, Dzerkalo Tyzhnia, Kontrakty, Novynar, Glavred, en los letones Biznes & Baltia, Telegraf, en los estonios Estonia, Postimees', polacos Polityka, Gazeta Wyborcza, Polska y bielorrusos BelGazeta. En 2007, fue redactor jefe del holding Media-Dom & del diario ucraniano Gazeta24. Desde 2008, es autor del programa semanal de televisión Kyivski pohliad. 
Sus áreas de interés son también los judíos y Oriente Próximo. Es columnista del periódico en lengua rusa más popular de Israel Vesti y de Evreiskie novosti, con sede en Moscú.
En mayo de 2010, Portnikov fue nombrado redactor jefe de TVi.En noviembre de 2012 se convirtió en presidente de este canal.
En noviembre de 2013 Portnikov comenzó a crear programas para Espreso TV.
En 2013, Portnikov fue uno de los organizadores de las manifestaciones del Euromaidán. A finales de enero de 2014 vivía temporalmente en Varsovia (Polonia) porque había recibido de sus contactos en Rusia pruebas fehacientes de que se estaba "preparando una provocación contra él" para perjudicar al movimiento Euromaidán. Antes de que esto ocurriera, se filtró en Internet un vídeo que contenía imágenes íntimas y obtenidas ilegalmente de Portnikov. En julio de 2015, Portnikov se convirtió en miembro de la junta supervisora del Consejo Nacional Ucraniano de Radiodifusión y Televisión como representante del partido político Frente Popular.

## Premios
Vitaly Portnikov ganó el premio "Zolote Pero" (Pluma de Oro) de 1989 de la Asociación Ucraniana de Periodistas. También ha sido nominado al título de Periodista del Año en Ucrania.
En 2022, Vitaliy Portnikov ganó el Premio Vasyl Stus.
En 2023, Vitaliy Portnikov ganó el Premio Nacional Shevchenko.